# エコルシェ

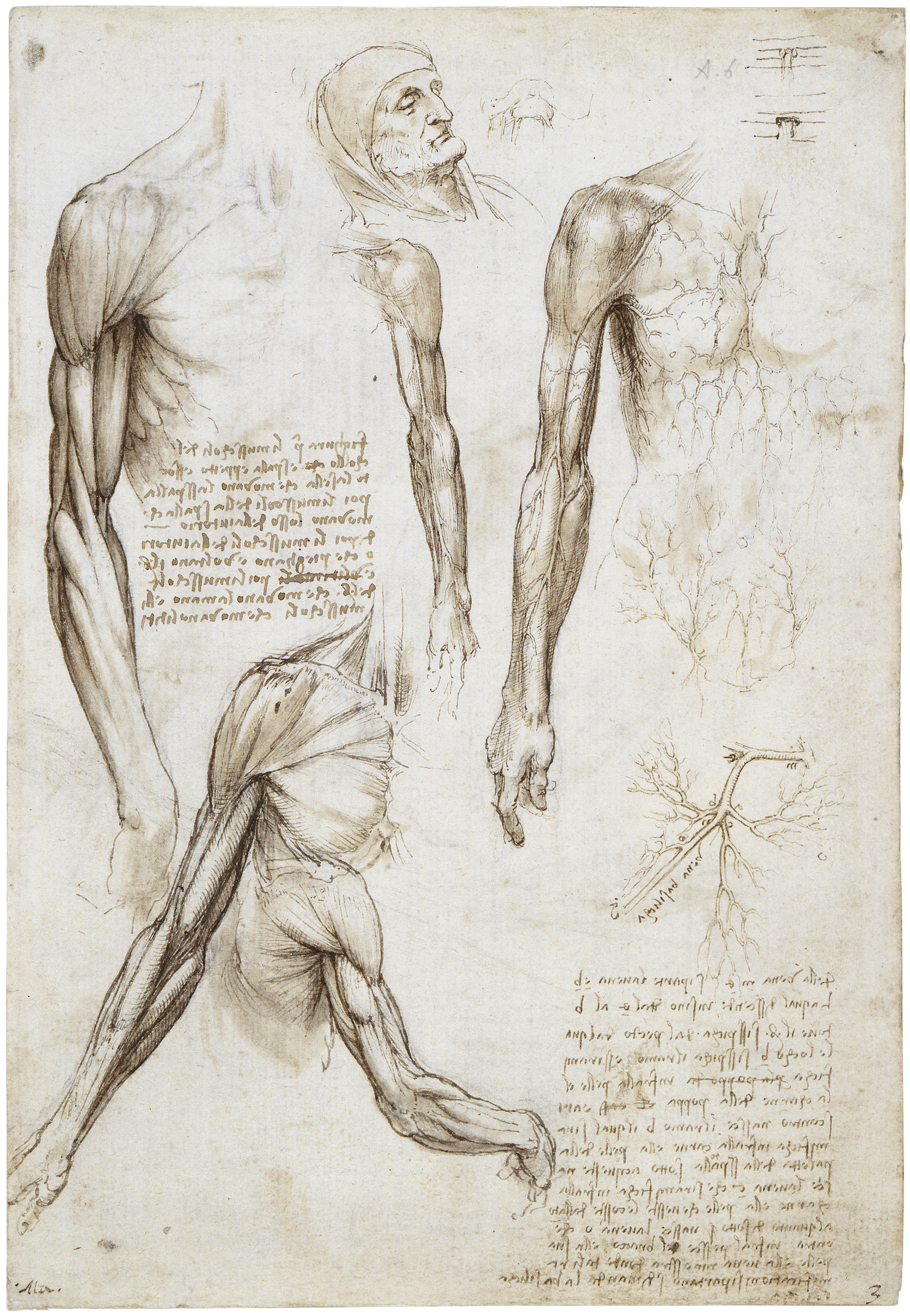
レオナルド・ダ・ヴィンチによるエコルシェ

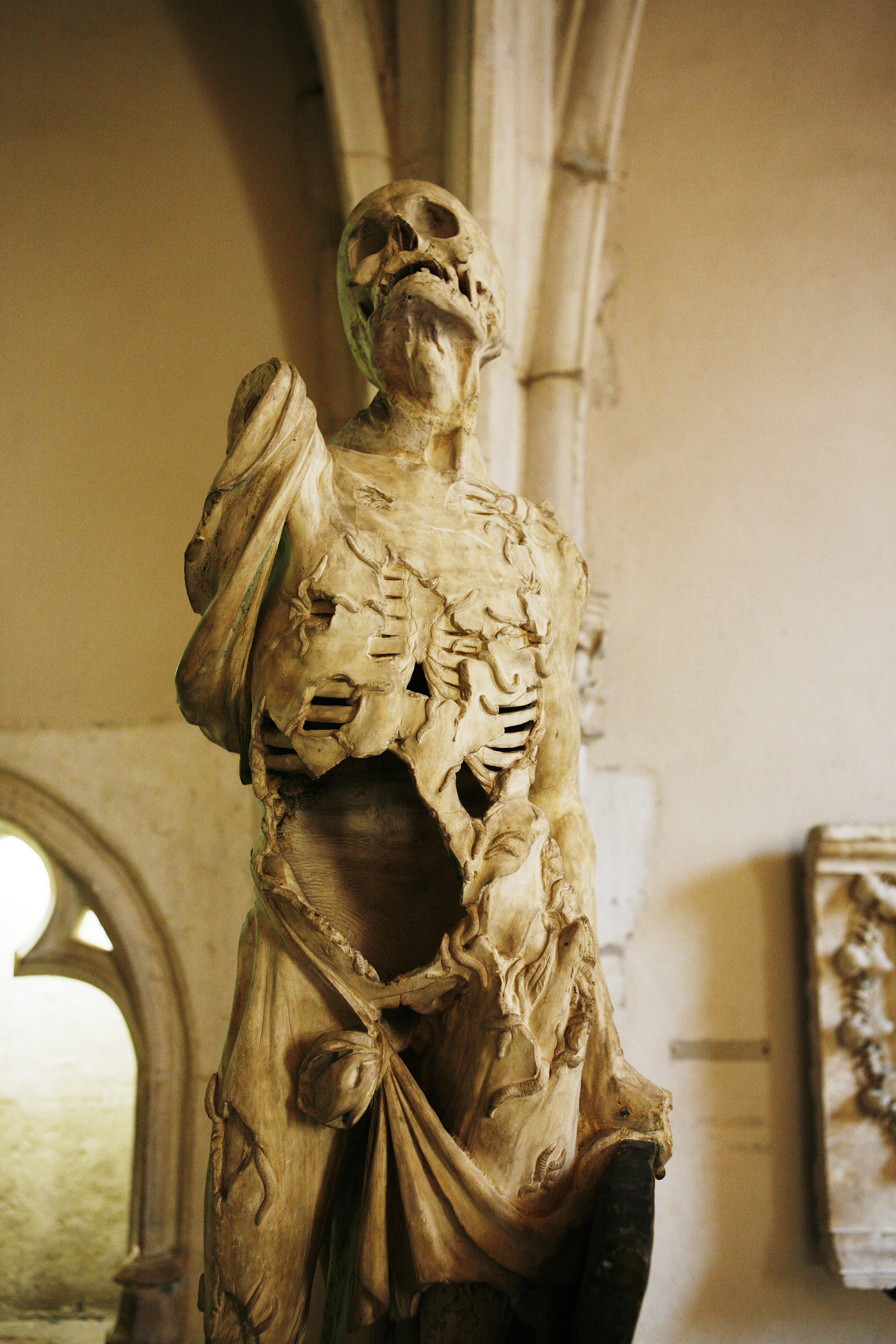
リジェ・リシエによるエコルシェ

エコルシェ（剥皮像 、仏: écorché）とは、人物画や絵画、彫刻において、皮膚を除いて筋肉を表しているものを言う。ルネサンスの建築家で哲学者のレオン・バティスタ・アルベルティは、画家がヌードを描こうとするなら、まず骨と筋肉を配置をしてそれを皮膚で覆うようにするようにと勧めていた。
よく知られている初期の研究のいくつかは、レオナルド・ダ・ヴィンチによる。彼は死体を解剖し、その詳細なドローイングを描いた。同様の研究は、古代ギリシアに始まったとも言われるが、特定はされていない。
エコルシェという用語の意味は、文字通り「剥ぐ」であり、19世紀にエコール・デ・ボザールのようなフランスの大学で用いられていたことに由来する。この授業形態は現在でも世界中のいくつかの学校で続けられている。例として、ニューヨーク・アカデミー・オブ・アート（w:New York Academy of Art）やアート・ステューデンツ・リーグをあげる。